# بروتون ويرا
بروتون ويرا هي سيارة من إنتاج شركة بروتون الماليزية. يعد طراز ويرا بديلا لطراز سابق هو بروتون ساجا. بدء إنتاج هذا الطراز عام 1993 بنسختين رباعية الأبواب صالون وهاتشباك. بقى هذا الطراز في الإنتاج حتى تم استبداله بطرازين بروتون جين-2 وبروتون بيرسونا، أما ساجا فاستمر إنتاجها مع تعديلات بسيطة حتى عام 2008 حيث حصلت على الجيل الثاني.
كلمة ويرا هي كلمة باللغة المالاوية تعنى البطل.

## صور

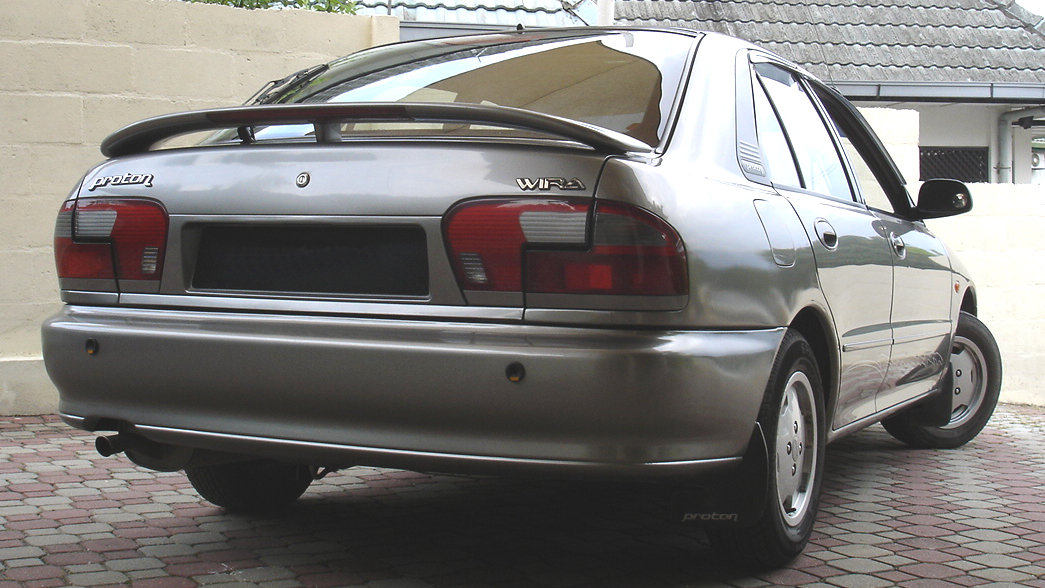
بروتون ويرا تجميل الخلفية.
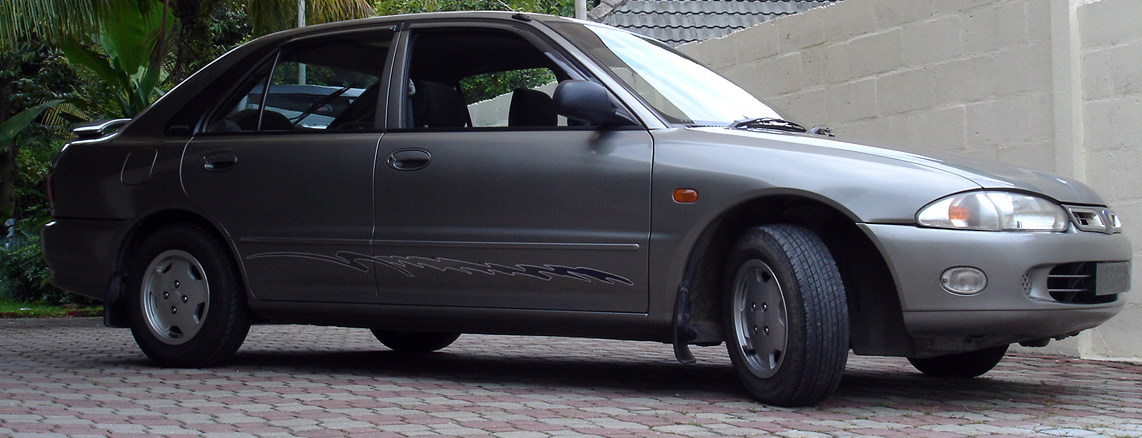
بروتون ويرا.
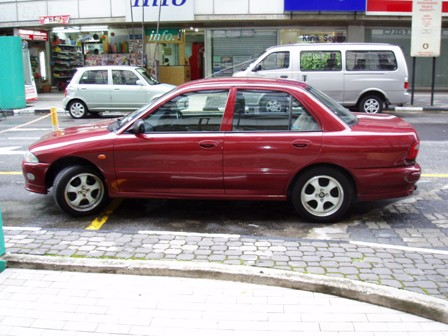
بروتون ويرا
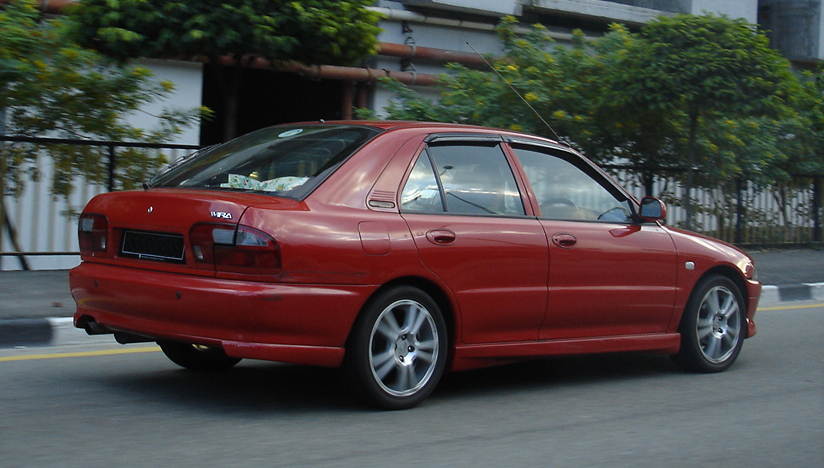
بروتون ويرا ذات الخمسة أبواب ومع تعديلات أضافية.